# Leschenaultia nigricalyptrata
Leschenaultia nigricalyptrata là một loài ruồi trong họ Tachinidae.